# Кучук-Иоаннесов, Христофор Иванович
Христофо́р Ива́нович Кучу́к-Иоанне́сов (5 [17] декабря 1852, Григориополь, Херсонская губерния — 1919 или 1923) — армянский историк, археолог и лингвист, исследователь армянских древностей Крыма.

## Биография
Родился в 1852 году в Григориополе Тираспольского уезда в армянской семье.
Окончил гимназию (1872) и специальные классы Лазаревского института восточных языков (1875), откуда советом профессоров был прикомандирован на факультет восточных языков Санкт-Петербургского университета, который окончил в 1879 году со степенью кандидата. С 1880 года на кафедре армянского языка проходил подготовку к магистерскому экзамену. Через год был вызван в Лазаревский институт восточных языков, где от него, как от бывшего стипендиата, потребовали занять должность преподавателя древнего армянского языка и литературы. Поначалу служил воспитателем при пансионе института и только с 1883 года стал преподавать. В том же году назначен библиотекарем фундаментальной библиотеки института. Одновременно с 1889 года преподавал армянский язык в Практической академии коммерческих наук. В 1891 году произведён в надворные советники. С 1906 года следил за периодическими и книжными изданиями на армянском и татарском языках в Московском комитете по делам печати, а с 1908-го и за грузинской печатью. В 1914 году вышел в отставку.
Умер в 1923 году (по другим данным — в 1919).

## Научная деятельность
Исследовал армянскую эпиграфику и древние армянские рукописи. Во время поездок по провинциям Российской империи (Белоруссия, Крым, Молдова, Украина) собрал уникальную коллекцию из более чем 150 древних армянских надписей, среди которых самые древние — Аккерманская (967 год) и Феодосийская (1047 год). Установил время и пути эмиграции армян в разные регионы Украины и Крыма. На основании своих крымских находок пришёл к выводу, что переселенческое движение армян из городов Ани и Сарая на Крымский полуостров началось в X–XI веках.
Опубликовал более 70 трудов, однако значительная часть исследований осталась в рукописях. Автор армянско-русского словаря.
Личный фонд Х. И. Кучук-Иоаннесова с 1938 года хранится в Центральном государственном историческом архиве Республики Армения.

### Членство в научных сообществах
- Московское археологическое общество (с 1887)[6]
- Саратовская учёная архивная комиссия (с 1889)[10]
- Таврическая учёная архивная комиссия (с 1910)[8]

### Труды
- Армянские надписи в г. Григориополе Херсонской губернии. — М., 1896. — 16 с.
- [Армянские надписи из Феодосии] // Древности восточные: Труды Восточной комиссии имп. Московского археологического общества. — М., 1896. — Т. 2, вып. 1, отд. 2. — С. 89—90.
- Краткий отчёт о поездке в Юго-Западный край и в Крым // Древности: Труды Имп. Московского археологического общества. — М., 1900. — Т. 17. — С. 275—277.
- [О результатах поездки в Крым летом 1896 г.] // Древности: Труды Имп. Московского археологического общества. — М., 1901. — Т. 18, отд. 2. — С. 74.
- Старинные армянские надписи и старинные рукописи в пределах Юго-Западной Руси и в Крыму // Древности восточные. — М., 1903. — Т. ІІ. — Вып. ІІІ. — С. 33—75.
- Армянская надпись из Карасубазара. Армянская надпись из Симферополя // Известия Таврической учёной архивной комиссии. — 1910. — № 44. — С. 6—9, 39—41.
- Древние армянские рукописи из Крыма // Известия Таврической учёной архивной комиссии. — 1912. — Т. 47. — С. 113—123.
- Сведения и заметки о старинных армянских рукописях и армянских надписях, находящихся в пределах России // Древности восточные: Труды Восточной комиссии Имп. Московского археологического общества. — М., 1913. — Т. 4. — С. 1—42.
- Отчёт о поездке в Феодосию летом 1909 г. // Древности: Труды Имп. Московского археологического общества. — М., 1914. — Т. 23, вып. 2. — С. 142.
- Армянские рукописи // Известия Таврической учёной архивной комиссии. — 1914. — № 51. — С. 195—201.
- Армянские надписи из Крыма // Известия Таврической учёной архивной комиссии. — 1915. — № 52. — С. 213—215.
- Григорий Нисский (331—394 гг.): Армянская рукопись VIII века из Одессы // Известия Таврической учёной архивной комиссии. — 1916. — № 53. — С. 73—80[6][8].